# Baby Love (canção de Petite Meller)
Baby Love é uma canção da cantora, compositora e modelo franco-israelense Petite Meller, lançada em 19 de janeiro de 2015 como o segundo single de seu álbum de estréia, Lil Empire (2016). A música alcançou o Top 30 do UK Singles Chart.

## Recepção crítica
Issy Sampson, do The Guardian, chamou a canção de "a música do verão", e escreveu: "Baby Love é todo ofegante, vocais fofos, refrões eufóricos e saxofones estilo house dos anos 90."

## Vídeo musical
O vídeo musical de "Baby Love" foi dirigido por A.T.Mann e Napoleon Habeica e foi lançado em 19 de janeiro de 2015. o vídeo foi filmado no Quênia e foi inspirado em "meninas de escola de coração partido dançando sua dor". No vídeo, Meller é vista dançando e cantando na savana africana e em escolas acompanhada de crianças de aldeias locais.
Meller escolheu o Quênia para filmar o vídeo, por que estava inspirada pelo álbum Graceland de Paul Simon e seus sons africanos e que ela sentia fortemente os problemas na área com o Boko Haram, então queria mostrar mulheres africanas fortes para colocar uma perspectiva diferente sobre as coisas.

## Faixas e formatos
Streaming
1. "Baby Love" – 3:41
2. "Backpack" – 3:13
3. "NYC Time" – 3:11
4. "Baby Love" (Armand Van Helden Remix) – 6:48
5. "Baby Love" (PNAU Remix) – 3:26
6. "Baby Love" (Todd Terry & Ant LaRock Remix) – 4:51
7. "Baby Love" (Super Stylers Remix) – 6:13

Streaming – Remixes
1. "Baby Love" (Kiwi Remix) – 6:53
2. "Baby Love" (The Very Best Remix) – 3:47
3. "Baby Love" (Alex Nagshineh Remix) – 4:58
4. "Baby Love" (PNAU Remix) – 3:26
5. "Baby Love" (Todd Terry & Ant LaRock Remix) – 4:51
6. "Baby Love" (Super Stylers Remix) – 6:13

Download digital e streaming – Remixes
1. "Baby Love" (Kiwi Remix) – 6:53
2. "Baby Love" (The Very Best Remix) – 3:47
3. "Baby Love" (Alex Nagshineh Remix) – 4:58

Download digital – Remixes, Pt. 2
1. "Baby Love" (Armand Van Helden Remix) – 6:48
2. "Baby Love" (PNAU Remix) – 3:26
3. "Baby Love" (Todd Terry & Ant LaRock Remix) – 4:51
4. "Baby Love" (Super Stylers Remix) – 6:13

## Desempenho nas paradas musicais
| Parada (2015)               | Melhor posição |
| --------------------------- | -------------- |
| Itália (Singles – Ultratop) | 40             |
| Reino Unido (OCC)           | 30             |

## Certificações
| Região                                                        | Certificação | Unidades/Vendas certificadas |
| ------------------------------------------------------------- | ------------ | ---------------------------- |
| Itália (FIMI)                                                 | Platina      | 50.000‡                      |
| ‡números de vendas+streaming baseados apenas na certificação. |              |                              |